# Bassheads
Bassheads was een kort bestaande Britse housegroep uit Birkenhead. Deze bestond uit Nick Murphy en Eamonn Anthony Deery (Desa). De groep maakte een grote Europese hit met Is There Anybody Out There?. Verder succes bleef echter uit waardoor het duo als eendagsvliegen kan worden beschouwd. 

## Geschiedenis
Murphy en Deery begonnen in 1988 housemuziek te produceren in hun thuisstudio. Daar brachten ze in eigen beheer de Defhouse EP uit. Hiervan verscheen ook nog een tweede deel. Ook in eigen beheer was de plaat Is There Anybody Out There? (1991) uit als UK Bassheads. De track werd opgepikt door Deconstruction Records. Het nummer bereikte de top 10 in het Verenigd Koninkrijk en wist in meerdere landen de hitlijsten te bereiken. Het nummer leverde echter rechtszaken op wegens illegaal gebruik van samples van Afrika Bambaataa, Talking Heads en Pink Floyd. Daarom moest een nieuwe versie met nagespeelde samples worden opgenomen. De sample van Pink Floyd kwam echter niet terug. Na de grote hit verschenen er nog enkele singles. Ze maakten ook enkele remixes voor Oceanic, Björk en Visage. Ook werd het album C.O.D.E.S. opgenomen, dat veel ambient-invloeden gebruikte. Na tegenvallende verkopen en het niet nakomen van betalingsverplichtingen aan het label werden ze daarna echter op straat gezet. Daarna viel de groep weer uiteen. Murphy bleef zo nu en dan singles uitbrengen onder de naam Angel.

## Discografie

### Hitsingles
| Single met eventuele hitnotering(en) in de Nederlandse Top 40 | Datum van verschijnen | Datum van binnenkomst | Hoogste positie | Aantal weken | Opmerkingen |
| ------------------------------------------------------------- | --------------------- | --------------------- | --------------- | ------------ | ----------- |
| Is There Anybody Out There?                                   | 1991                  | 25-01-1992            | 25              | 4            |             |

### Albums
- C.O.D.E.S. (1993)

### Singles
- The Defhouse E.P Vol. 1 (1990)
- The Defhouse E.P Vol. 2 (1991)
- Is There Anybody Out There? (1991)
- Back To The Old School (1992)
- Who Can Make Me Feel Good? (1992)
- Start A Brand New Life (Save Me) (1993)